# Glen Glenn
Glen Glenn (* 24. Oktober 1934 in Joplin, Missouri als Orin Glenn Troutman; † 18. März 2022) war ein US-amerikanischer Rockabilly-Sänger, dessen Karriere Anfang der 1950er Jahre begann.

## Leben

### Kindheit und Jugend
Glen Glenn wurde schon früh von traditioneller Country-Musik, genannt Hillbilly-Musik, beeinflusst. 1948 zogen Glenn und seine Familie nach San Dimas, Kalifornien, wo er erstmals mit dem Western Swing in Berührung kam. Mit seinem Schulfreund Gary Lampert trat er als 17-Jähriger als die Missouri Mountain Boys in Bars und Lokalen in der Umgebung von Los Angeles auf.

### Karriere
Durch einen Auftritt bei einem lokalen Radiosender lernte Glenn den Musiker Eddie Cochran kennen, der noch völlig unbekannt war. Mit ihm und seinem Freund Lampert nahm er verschiedene Demo-Bänder auf. 1957 kam er dann bei Era Records zu einem Plattenvertrag. Hier nahm er auch seinen Künstlernamen Glen Glenn an. Seine erste Single Everybody’s Movin’ wurde im Januar 1958 veröffentlicht, blieb jedoch wie seine nachfolgenden Platten außerhalb Kaliforniens unbeachtet. Seine Karriere wurde dann durch die Einberufung in die Armee unterbrochen.
Nachdem Lampert und Glenn 1960 aus der Armee entlassen worden waren, versuchten sie, ihre Karriere fortzuführen. Jedoch war die große Zeit des Rockabilly endgültig zu Ende. Bei Dore Records, einem Sublabel von Era Records, veröffentlichten sie ein paar Poptitel – ohne Erfolg. 1964 gab Glenn seine musikalische Karriere auf, nur noch an Wochenenden spielten er und Lampert zusammen. Doch 1977 veröffentlichte das britische Label Chiswick Records sechs seiner Songs auf dem Album Hollywood Rock ’n’ Roll. Diesem Umstand verdankt Glenn seine heutige Popularität in Europa. Bewegt durch das Rockabilly-Revival traten Glenn und Lampert wieder auf und unternahmen sogar eine Tournee durch England.
Auch später traten Glen Glenn und Gary Lampert in Bars und Clubs in und um Los Angeles auf.
Glenn verstarb am 18. März 2022 an den Folgen der Alzheimer-Krankheit.

## Diskografie
| Jahr | Titel A                           | Titel B                       | Plattenfirma |
| ---- | --------------------------------- | ----------------------------- | ------------ |
| 1958 | Everybody’s Movin’                | I’m Glad My Baby’s Gone       | ERA Records  |
| 1958 | One Cup of Coffee and A Cigarette | Laurie Ann                    | ERA Records  |
| 1958 | Blue Jeans and a Boy’s Shirt      | Would Ja’                     | ERA Records  |
| 1959 | Goofin’ Around                    | Susie Green From Abilene      | Dore Records |
| 1964 | I’ll Never Stop Loving You        | I Didn’t have The Sense To Go | Dore Records |

### Alben
- 1984: Everybody’s Movin’ Again
- 1987: Rockabilly Legend
- 1988: Rockabilly Reunion – Live In London 1987 (mit Rose Maddox)